# الضربات الصاروخية على سوريا (يناير 2021)
الضربات الصاروخية على سوريا في كانون الثاني (يناير) 2021 هي موجة من الغارات الجوية التي نفذها سلاح الجو الإسرائيلي على عدة أهداف مرتبطة بإيران داخل محافظة دير الزور في 13 كانون الثاني (يناير) 2021.

## الضربات
بحسب وكالة الأنباء السورية الرسمية (سانا)، نفذ الطيران الإسرائيلي غارة جوية في الساعة 1:10 فجرا على مدينة دير الزور ومنطقة البوكمال. واستهدفت الضربات مستودعات أسلحة ومواقع عسكرية تابعة للكتائب الفاطمية. وأكد المرصد السوري لحقوق الإنسان استهداف المنطقة بأكثر من 18 غارة. ذكرت التقارير الأولى أن حصيلة القتلى 23 قتيلا ونحو 30 جريحا. وفي وقت لاحق من ذلك اليوم، وصل عدد القتلى إلى 57، بينهم 14 من قوات النظام السوري، و 16 من الميليشيات العراقية، و 11 من المقاتلين المدعومين من إيران. دمرت الضربات الإسرائيلية في كل من مدينتي دير الزور والميادين مخازن ومقرات أسلحة. واستهدفت مواقع عسكرية ومستودعات ذخيرة في البوكمال.
مع ارتفاع عدد القتلى، كانت هذه هي أعنف الغارات الجوية التي نفذها سلاح الجو الإسرائيلي على شرق سوريا منذ بدء الصراع. وحذر مراقبون من أن إسرائيل والولايات المتحدة ستزيدان الهجمات ضد إيران في الأيام الأخيرة لرئاسة ترامب، التي قدمت دعما غير مسبوق لحكومة رئيس الوزراء الإسرائيلي بنيامين نتنياهو. وأكد مسؤولون أمريكيون أن الضربات نفذت بمعلومات استخبارية قدمتها الولايات المتحدة. وفقًا لأحد المسؤولين، ناقش وزير الخارجية الأمريكي مايك بومبيو الضربات الجوية قبل يومين مع يوسي كوهين، رئيس وكالة الموساد الإسرائيلية للتجسس، في واشنطن العاصمة.

## ردود الفعل
- إسرائيل - صرح وزير الدفاع الإسرائيلي بيني غانتس بشكل عام بأن إسرائيل «ستبقى يقظة على جميع حدودنا». وأكد مجددا أن «إسرائيل ستتخذ إجراء ضد أي شخص يحاول تحديهم سواء كانوا قريبين أو بعيدين» وأضاف «نحن لا نجلس وننتظر».[9] فيما قال وزير شؤون المستوطنات، تساحي هنغبي، إن إسرائيل مصممة على منع التحصن العسكري الإيراني في سوريا.[10]